# Sinodo di Costantinopoli del 1484
Il sinodo di Costantinopoli del 1484 fu un sinodo locale della Chiesa orientale ortodossa. È stato il primo sinodo a condannare il Concilio ecumenico di Firenze del 1438/39. 

## Storia
Dopo la caduta di Costantinopoli del 1453, il governo ottomano organizzò il Patriarcato di Costantinopoli come dipartimento all'interno dello Stato islamico e sostenne la sua eredità ortodossa e i sentimenti anticattolici con l'obiettivo politico di spostare i greci conquistati lontano dall'Europa occidentale. L'allora patriarca di Costantinopoli, Simeone I (1466-1486), servì gli interessi del Sultano ottomano, sia durante il suo secondo regno con la sua politica nei confronti di Trebisonda sia, durante il suo ultimo regno, convocando un sinodo per ratificare formalmente la separazione della Chiesa cattolica. 
Il Sinodo di Costantinopoli fu convocato dal patriarca Simeone I e durò dal settembre 1483 fino all'agosto 1484.  Si tenne nella chiesa patriarcale Pammakaristos, alla presenza dei rappresentanti dei Patriarchi di Alessandria, Antiochia e Gerusalemme (quest'ultima mentre era sotto il Sultanato mamelucco del Cairo). 
La questione principale del sinodo è stata la necessità di definire un rito per l'ammissione alla Chiesa ortodossa dei convertiti dalla Chiesa cattolica. Questa questione era abbastanza rilevante in quegli anni a causa delle conquiste da parte degli Ottomani di aree precedentemente sottoposte al dominio occidentale (ad esempio il Ducato di Atene) ed al sistema ottomano di governo delle minoranze (il sistema del millet) che assoggettava i cattolici all'autorità civile del Patriarca di Costantinopoli, provocando numerose conversioni all'Ortodossia.
Il Sinodo, come osservazione preliminare, affermava che il Concilio di Firenze non era stato canonicamente convocato o composto, e quindi i suoi decreti erano nulli; e quindi approvò un rito per l'accoglienza dei convertiti che richiedeva la confermazione e un'abiura del Concilio di Firenze (ma non un ribattesimo). 
Il Sinodo di Costantinopoli del 1484 fu il primo sinodo a condannare il Concilio di Firenze, poiché il cosiddetto Sinodo di Santa Sofia del 1450 non ebbe mai luogo ei suoi documenti sono un falso dell'inizio del XVII secolo. Tuttavia i decreti del sinodo del 1484 non furono applicati universalmente, e nelle regioni soggette alla Repubblica di Venezia si protrassero fino al XVIII secolo i casi di intercomunione tra cattolici e ortodossi.